# Day-Night Vision

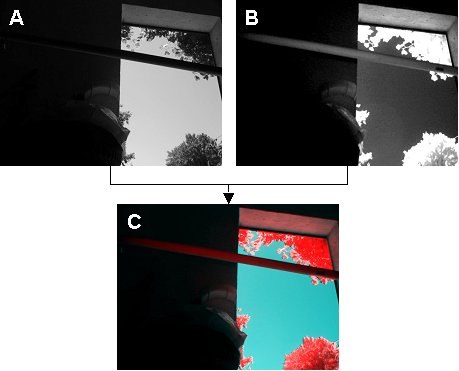
Einzelbilder eines Multispektralbildes (C) einer Szene, wobei ein Bild (A) die Szene im sichtbaren Spektrum und ein anderes Bild (B) die Szene im nahen infraroten Spektrum ablichtet und nur im nahen infraroten Spektrum künstlich beleuchtet wird. Diese Beleuchtung ist für das menschliche Auge unsichtbar. In dem gezeigten Multispektralbild kann ein Gegenstand sowohl auf dunklem als auch auf hellem Hintergrund gut erkannt werden.

Day-Night Vision (zu Deutsch Tag-Nacht-Sehen oder 24h-Sehen) beschreibt die Fähigkeit, Umgebungslicht-unabhängig (maschinell) sehen zu können. Meist werden hierunter optische und bildgebende Techniken verstanden.
Dabei unterscheiden sich Day-Night-Vision-Systeme von einfachen Nachtsicht-Systemen dadurch, dass sie sowohl bei Sonnenschein als auch in der Nacht und auch insbesondere in den Übergangsphasen zwischen Tag und Nacht „sehen“ können. Neben diesen langandauernden Helligkeitsübergängen besteht auch die Herausforderung, Bildsequenzen mit schnellen Helligkeitsübergängen (beispielsweise beim Ausfahren aus einem Tunnel mit hoher Geschwindigkeit) auswertbar zu machen. Eine besondere Schwierigkeit hierbei ist, dass ein Teil des Interessensobjekts vor hellem, ein anderer Teil jedoch vor dunklem Hintergrund abgelichtet wird.
Hierzu können folgende Lichtquellen benutzt werden:
- Künstliche Beleuchtung durch das System (aktive Beleuchtung)
- Umgebungsbeleuchtung (zum Beispiel Sonnenstrahlung, Mondlicht, Straßenlaternen, …)
- Eigenstrahlung eines Objekts (zum Beispiel thermische Emission)

Je nachdem, anhand welcher Merkmale sich die Interessensobjekte vom Hintergrund unterscheiden, werden eine oder mehrere Techniken für das Tag-Nacht-Sehen ausgewählt. Die nachstehende Tabelle stellt dar, welche Merkmale der Interessensobjekte die Intensität auf dem bildgebenden Sensor beeinflussen.
| Merkmal                        | aktive Beleuchtung im NIR (near infrared; Infrarot, dessen Wellenlänge nahe der des sichtbaren Lichtes ist)                                                                      | Eigenstrahlung im FIR (far infrared; Wärmestrahlung) |
| ------------------------------ | --- | ---------------------------------------------------- |
| horizontale/vertikale Position | ja, wg. Leuchtkegel (nur beleuchtete Objekte können das Licht auch reflektieren)                                                                                                 | kein Einfluss                                        |
| Entfernung zum System          | quadratische Intensitätsabnahme mit der Entfernung (eigentlich sogar mit der vierten Potenz – aber die scheinbare Größe des Objekts wird quadratisch mit der Entfernung kleiner) | kein Einfluss                                        |
| Orientierung                   | ja, meist nur bei senkrecht zu Blickrichtung stehenden Objekten gibt es eine Retroreflexion. Longitudinal orientierte Objekte wirken meist wie ein Spiegel.                      | kein Einfluss                                        |
| Größe                          | kein Einfluss | kein Einfluss                                        |
| Oberfläche / Material          | ja | ja                                                   |
| Temperatur                     | kein Einfluss | ja, je wärmer, desto heller / kurzwelliger           |

Aus der Tabelle folgen u. a. folgende Tatsachen:
- Menschen sind wärmer als die Umgebung und können deshalb gut über Eigenstrahlung (hier: Wärmestrahlung) erkannt werden.
- Die Schrift auf Verkehrsschildern kann nicht durch Eigenstrahlung erkannt werden, da die Oberfläche meist aus genau einem Material besteht. Dies ist aber durch aktive Beleuchtung möglich.
- Straßenmarkierungen können nicht zuverlässig über Eigenstrahlung detektiert werden.
- Bei nasser Fahrbahn kann man auch mit aktiver Beleuchtung keine Straßenmarkierungen sehen, da das emittierte Licht in und nicht gegen die Fahrt- und Blickrichtung gespiegelt wird.